# XM1018
Die XM1018 High Explosive Air Bursting (HEAB) Munition wurde von ATK Integrated Defense Systems für die Objective Individual Combat Weapon (OICW), auch bekannt als HK XM29, entwickelt. Die Granate wurde dafür konzipiert mit Einschlags-, Verzögerungs- oder Luftzündung zu detonieren, um je nach Ziellagesituation eine optimale Wirkung zu entfalten. Nach Ansicht der Projektverantwortlichen war die Wirkung der Granate jedoch nicht ausreichend, sodass die XM1018-Granate ein Grund war, das OICW-Programm einzustellen.

## Geschichte
Mit Beginn der Ausschreibung und Phase 1 für eine Objective Individual Combat Weapon im Dezember 1994 begannen auch die beiden Firmenkonsortien mit der Entwicklung der Granaten. Die Zielvorgabe war eine Vernichtungswahrscheinlicheit von 50 % auf 500 m für Personen im Freien, und 35 % für Personen in Deckung. Eine Gruppe von 9 exponierten, geschützten Soldaten sollte so mit 18 Schuss bekämpft werden können. Langfristig sollte die Vernichtungswahrscheinlicheit der Granate auf 90 % bis in 750 m Entfernung erhöht werden. In der Phase 2 wurde von beiden Teams die Demonstration kritischer Technologien bei Munition, Feuerleitung und der Waffe selbst im Februar 1996 abgeschlossen. Der Prototyp des Sicherungsmechanismus, welcher als Mikrosystem ausgelegt war, wurde erstmals hergestellt. In Phase 3, die zwischen Januar 1997 und 1998 stattfand, wurden beide Konzepte getestet:
- ATK / HK / Brashear LP: Die Granaten besaßen eine Zündeinheit in der Mitte und zwei kleine Gefechtsköpfe aus heißisostatisch gepresstem Stahl vorne und hinten, um eine vollständige Belegung der Umgebung mit Splittern zu gewährleisten. Der Antrieb erfolgte konventionell mit einer Treibladung, welche in einer Zylinderhülse untergebracht war. Die Granatwaffe war als Gasdrucklader ausgelegt.

- AAI / FN / Raytheon: Die 20-mm-Granaten wurden durch ein Hochdruck-Niederdrucksystem angetrieben, und aus einem Rückstoßlader verschossen. Die Zündeinheit war im Heck der Granate untergebracht, der vordere Gefechtskopf bestand aus einer Wolframlegierung. Der Gefechtskopf war dafür ausgelegt, einen möglichst großen Winkelbereich mit Splittern zu treffen und produzierte mehr und schwerere Splitter als eine 40-mm-Granate.[4]

Die Chefs des Joint Service Small Arms Programm entschieden sich im April 1998 für den Entwurf von Heckler & Koch, Brashear und ATK; zum einen wegen der höheren Leistungsfähigkeit in Bezug auf Reichweite und Präzision, zum anderen weil der Entwurf über ein integriertes Wärmebildgerät verfügte. ATK erhielt für den Bau von sieben Prototypen und 4700 Schuss 20-mm-Munition 8,5 Millionen Dollar, um die Phase 4 und 5 des Projektes zu erreichen. Am 4. August 2000 erhielt die Firmengruppe weitere 6,946 Mio. US-Dollar, um mit der Vorserienproduktion zu beginnen. Die nachfolgende Entwicklung beschränkte sich dann darauf das MEMS Safety and Arming Device nach STANAG 1316 zu verbessern, sowie die Vernichtungsleistung zu steigern und die Kosten zu drücken. Perspektivisch sollte ein Preis von 30 US-Dollar pro Schuss erreicht werden.
Die erste erfolgreiche Testreihe fand im Januar 2002 statt. Dabei wurden über 180 Schuss abgefeuert, um die Airburst-Genauigkeit, das Sicherheitssystem und die Effektivität auf Reichweiten von 100, 350 und 500 Metern zu bestätigen. Am 12. Februar 2002 wurden Testschüsse mit der nicht-tödlichen Geschossvariante durchgeführt, als Nutzlast und Markerladung wurde Rauch verwendet. Das fünf Meter dahinter aufgestellte Styropor zeigte nur vernachlässigbare Eindrücke.
Die 20-mm-Granaten XM1018 waren nach Ansicht der Projektverantwortlichen nicht effektiv genug, was ein Grund war, das OICW-Programm 2004 einzustellen. Dabei wurde beschlossen, mit der HK XM25 ein größeres Kaliber von 25 mm zu verwenden. So konnte die XM1018 nicht die gewünschte Effektivität gegen offene und verdeckte Ziele erreichen, was unter anderem damit zusammenhing, dass OICW-Schützen einen „beträchtlichen Fehlerbereich“ (wörtlich: sizeable margin of error) beim Schießen auf Ziele in Deckung hatten. In anderen Ländern traut man den Soldaten offenbar eine ruhigere Hand zu; das südkoreanische Daewoo K11 verwendet auch weiterhin Granaten im Kaliber 20 mm.

## Überblick
Die Effektivität von Granaten hängt allein von den Splittern ab, welche diese aussenden. Je schneller und schwerer diese sind, desto größer ihre Zerstörungskraft. Je zahlreicher diese sind, desto höher die Trefferquote auf größere Entfernung. In der Praxis ergibt sich so ein Zielkonflikt, da Volumen und Oberfläche beschränkt sind: Eine dickere Wand erhöht die Splittermasse, reduziert aber das Sprengstoffvolumen. Größere Splitter ermöglichen ein konstantes Sprengstoffvolumen, reduzieren aber die Zahl der Splitter. Folglich ist ein möglichst leistungsfähiger Sprengstoff, und ein möglichst schweres Wandmaterial die beste Wahl, kann jedoch aus Kostengründen nicht immer verwirklicht werden.

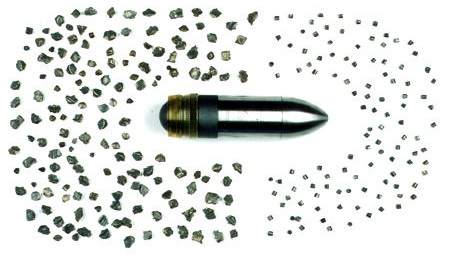
Splittermuster der XM1018

Sekundär ist auch der Aufbau des Geschosses entscheidend: Durch die Eigengeschwindigkeit ergibt sich bei Heckzündern ein nach vorne gerichtetes, kegelförmiges Splitterbild. Die Seite und der Heckbereich sind fast splitterfrei. Bei Kopfzündern ist das Splitterbild invertiert. Hier ist ein kegelförmiger Bereich vor dem Geschoss fast splitterfrei, dafür sind Seiten- und Heckbereich betroffen. Je nach Ziellage kann der eine oder andere Aufbau von Vorteil ein: Bei Personen im Freien sind Heckzünder vorteilhafter, die Granate detoniert dann kurz vor dem Ziel, welches vom Splitterkegel getroffen wird. Bei Einschlagszündung ist die Wirkung auf das getroffene Objekt besser. Bei Gegnern in Deckung sind Kopfzünder besser, da Personen die rechtwinklig zur Flugbahn stehen, zum Beispiel hinter einem Hindernis oder Fensterrahmen, effektiver getroffen werden können. Bei der Kontaktzündung wiederum kann die Umgebung besser eingesplittert werden.
Die bekannten 40-mm-Granaten sind zum Beispiel alle Kopfzünder, da diese sehr steil im Boden einschlagen. Das nach oben gerichtete Heck der Granaten kann die Umgebung somit besser mit Splittern bedecken. Durch den tiefen Detonationspunkt ist die Wirkung aber eingeschränkt, besonders wenn der Gegner auf dem Boden liegt. Luftzündende Granaten können deshalb kleiner sein, da diese effektiver wirken können. Für die XM1018 wurde die Zündeinheit in die Mitte der Granaten verlegt, um das Beste aus beiden Welten zu bekommen. Während der vordere Gefechtskopf kleine Splitter produziert, da sich die Eigengeschwindigkeit der Granate addiert, haben die Splitter des hinteren Gefechtskopfes durch die Eigengeschwindigkeit der Granate eine geringere Anfangsgeschwindigkeit, weshalb gröbere Splitter gewählt wurden, um die kinetische Energie etwa gleich zu halten.

## Technik

### Aufbau

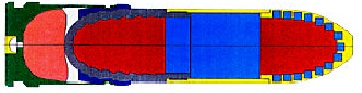
Aufbau der XM1018-Granatpatrone

Wie bereits oben erwähnt, sitzt die Elektronik in der Mitte der Granate. Diese besteht (von vorne nach hinten) aus der eigentlichen Zündelektronik, welche etwa 33 % des Elektronikvolumens einnimmt, und der Sicherung, welche als Mikrosystem ausgelegt ist und etwa 20 % des Elektronikvolumens benötigt. Der restliche Elektronikraum wird durch die Batterie beansprucht. Das Mikrosystem der Sicherung hatte einen langen Weg hinter sich, um die 45.000 g beim Abschuss und den 40-Fuss-Falltest zu überstehen. Erste Prototypen wurden ab 1996 angefertigt, dabei wurde mit Rotoren, Federn und Ankern experimentiert. ARDEC baute ein 200 µm dickes Modell mit Trägheitsantrieb auf einer Nickelplatte, während die Sandia National Laboratories auf einer 2 µm dicken Platte aus polykristallinem Silizium ein elektro-mechanisches Modell entwarfen. Das ebenfalls im LIGA-Verfahren gefertigte Endprodukt bestand schließlich aus zwei Mikrofedern, welche rechtwinklig zueinander und radial in der Granate eingebaut waren. Durch die Fliehkraft der Rotation werden diese beim Flug gedehnt, sodass ein Entsicherungsschieber freigegeben wird und sich in Zündposition bewegen kann, wodurch der Stromkreis für die Zündung geschlossen wird. Die Granate kann nun durch die Elektronik gezündet werden, wenn der Zielpunkt erreicht ist.

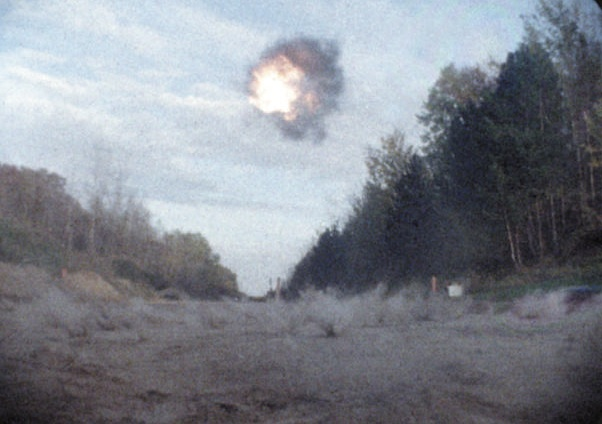
Luftzündung der Granate

Wenn der Abzug betätigt wird, überträgt das TA/FCS die notwendigen Informationen an die 20-mm-Granaten. Die Programmierung erfolgt berührungsfrei über Induktionsspulen, welche sich außen an der Kammer des Titanrohres und in der Granate befinden. Wenn die Granate in der Luft explodieren soll, zählt die Elektronik die Rotationen, welche die Granate zum Erhalt ihrer Kreiselstabilisierung vollführt. Die Granate wird gezündet, wenn die notwendige Anzahl an Drehungen erfolgt ist, welche vor dem Abschuss durch das TA/FCS in die Granate programmiert wurde. Zusätzlich war noch eine Sicherheit in die Mikroelektronik eingebaut: Acht Sekunden nach dem Abschuss explodierte die Granate auf jeden Fall, um keine weitere Gefahr mehr darzustellen.
Für die Gefechtsköpfe vorne und hinten steht insgesamt ein Volumen von 12 Milliliter zur Verfügung. Um trotz der beengten Verhältnisse eine gute Wirkung zu erzielen, wurden die Wände des Gefechtskopfes durch heißisostatisches Pressen (HIP) gefertigt. ATK verwendete dazu eine spezielle Pulvermischung aus Stahl, rostfreiem Stahl, Schnellarbeitsstahl, einer Titanlegierung und Refraktärmetallen. Der Fertigungsprozess begann mit dem pressen von Pellets, welche die Fragmente darstellen. Diese wurden dann in einem zweiten Arbeitsschritt durch HIP zusammengeklebt. Dadurch konnte trotz der Massenfertigung ein konsistentes Splitterbild erzeugt, beziehungsweise das Gefechtskopfdesign flexibel an neue Bedrohungen angepasst werden. Als Sprengmittel wurde vermutlich wie bei den 25 × 59 mm Granaten LX-14 verwendet. Dieses besteht zu 95,5 % aus HMX, die Restlichen 4,5 % sind thermoplastische Polyurethane und Bindemittel.
Im Jahr 2000 wurde auch mit der Entwicklung einer nicht-tödlichen Geschossvariante begonnen. Das erste Konzept sah vor, ein LIDAR in die Geschossnase zu integrieren, und kleine Bremsraketen in das Heck hinter die Nutzlast. Wenn das Laserradar Kontakt meldete, sollte der Bremsvorgang eingeleitet, und die Nutzlast freigesetzt werden. Letztlich einigte man sich auf einen praktischeren, und preiswerteren Ansatz: Ein Heckzünder mit kleiner Sprengladung, und davor eine Schicht aus Wolframpuder, welche die Nutzlast nach vorne schleudert. Die Masse des Wolframpuders sorgt so auch für eine Abbremsung der Zündeinheit. Bei der luftzündenden CS-Gas-Variante wurden auch Versuche durchgeführt, ob das CS als Puder, oder als fester Block mit Zerlegerladung wirkungsvoller sei, die Testergebnisse waren aber nicht eindeutig. Als weitere Nutzlasten waren noch Gummigeschosse und Blendgranaten im Gespräch.

### Varianten
Für das HK XM29 waren insgesamt sechs Geschossvarianten angedacht, von denen nur die HEAB-Variante, welche später als XM1018 bezeichnet wurde, und die Übungs- und CS-Munition (TP bzw. CS) quasi serienreif waren. Das Farbschema aller Geschossvarianten ist nicht bekannt, allerdings ist für das HK XM25 eine ähnliche Munitionsfamilie im Kaliber 25 × 40 mm geplant, wobei die Farbwahl meist identisch ist.
- High Explosive Air Bursting (HEAB): Eine programmierbare, luftzündende hochexplosive Granate. Das Farbschema ist gelb.
- High Explosive Dual Purpose (HEDP): Eine Mehrzweckgranate mit Hohlladung, Splittermantel und Kontaktzündung. Das Farbschema ist rot.
- Training / Practice (TP): Eine Übungsgranate ohne Gefechtskopf. Das Farbschema ist blau.
- Anti-Personnel (AP): Ein nicht-tödliches Gummigeschoss. Das Farbschema ist unbekannt, möglicherweise lila.
- CS-Gas (CS): Eine programmierbare, luftzündende Gasgranate. Das Farbschema ist grün.
- Stun (?): Blendgranate, möglicherweise programmierbar. Farbschema und Details sind unbekannt.